# Diplycosia mantorii
Diplycosia mantorii là một loài thực vật có hoa trong họ Thạch nam. Loài này được Argent mô tả khoa học đầu tiên năm 2002.